# Montagnula dura
Montagnula dura är en svampart som först beskrevs av Niessl, och fick sitt nu gällande namn av Crivelli 1983. Montagnula dura ingår i släktet Montagnula och familjen Montagnulaceae.  Arten är reproducerande i Sverige. Inga underarter finns listade i Catalogue of Life.